# HD 68099
HD 68099，又名BD+10 1746，SAO 116444、HR 3201，是一颗恒星，视星等为6.07，位于銀經213.03，銀緯22.16，其B1900.0坐标为赤經8h 5m 49.4s，赤緯+10° 22.16′ 4″。